# Ormosieae
Tribu
Synonymes
- clade Ormosia Cardoso et al. 2012
- groupe Ormosia sensu Polhill 1994
- Sophoreae sensu Polhill 1981 pro parte 6

Les Ormosieae sont une tribu de plantes à fleurs de la famille des Fabaceae, de la sous-famille des Faboideae (ou Papilionoideae), du clade des Meso-Papilionoideae et du clade des Génistoïdes.

## Liste des genres
- Clathrotropis (Benth.) Harms
- Haplormosia Harms
- Ormosia Jacks.
- Panurea Spruce ex Benth. & Hook. f.
- Petaladenium Ducke
- Spirotropis Tul.